# Suðvesturkjördæmi
Suðvesturkjördæmi (en español Sudoeste) es una de las seis circunscripciones (kjördæmi) de Islandia. Su capital es Kópavogur.

## Geografía
Esta circunscripción está compuesta por los municipios del área metropolitana de Reikiavik. Limita con las circunscripciones de Norðvesturkjördæmi, Reykjavíkurkjördæmi Norður, Reykjavíkurkjördæmi Suður y Suðurkjördæmi. Su territorio se divide en cinco fragmentos discontinuos:
- El área principal de Álftanes, Garðabær, Hafnarfjörður y Kópavogur occidental.
- El pequeño cabo de Seltjarnarnes.[1]
- El área de Kópavogur oriental y Mosfellsbær.
- El municipio de Kjósarhreppur.
- El exclave de Hafnarfjörður.

## Administración

### Composición
La circunscripción incluye siete municipios, un condados y una región.
- Municipios: Álftanes, Garðabær, Hafnarfjörður, Kjósarhreppur (195 inh.), Kópavogur, Mosfellsbær y Seltjarnarnes.
- Condado: Kjósarsýsla[2]
- Región: Höfuðborgarsvæðið[3]

### Ciudades
Las localidades con estatus de ciudad, organizadas por número de habitantes, son las siguientes 6:
- Kópavogur (30.314)
- Hafnarfjörður (25.000)
- Garðabær (10.272)
- Mosfellsbær (8.469)
- Seltjarnarnes (4.455)
- Álftanes (2.455)